# Wiborata Mörli
Wiborata Mörli, auch Wiborada, (* um 1490; † 1550) war Oberin der Unteren Klause St. Leonhard in St. Gallen. Sie verfasste von 1524 bis 1538 einen aktuellen Bericht über die Reformationszeit. Das Büchlein gilt als «einzigartiges Zeitdokument».

## Wirken
Wiborata Mörli war vermutlich die Tochter des Baders und Schmiedezünfters Hensli Mörli und der Ursula Spengler. Sie wird in den Quellen Wiborata Fluri genannt, denn einige Mitglieder der St. Galler Bürgerfamilie Mörli trugen diesen Beinamen.
Zur Zeit der Reformation umfasste der Konvent ein Dutzend Frauen, die der Observanzbewegung nahestanden. Mörli war die letzte Vorsteherin der Klause, die auf städtischem Boden lag. Sie beschreibt den Druck der reformierten Partei, schildert Übergriffe von Stadtbewohnern, Obrigkeit oder «Straubenzeller Nachtbuben». Der Rat unterstellte die Gemeinschaft zwei Vögten und Vadian beurteilte die Vermögenslage als gut. Da die Schwestern die Annahme des neuen Glaubens verweigerten, kam es im April 1528 zu einem Bildersturm in ihrer Kapelle. Da sie einem Sterbenden zur Beichte und Kommunion geraten hatten, kamen Mörli und eine Mitschwester im Januar 1538 vorübergehend ins Gefängnis. Der Bericht bricht im August 1538 ab, über das weitere Leben in der Gemeinschaft ist nichts bekannt.
Wiborata Mörli starb 1550. Nach dem Tod der letzten Schwester wurde 1576 das Haus aufgelöst. In der Nähe wurde im 19. Jahrhundert die evangelische St. Leonhardskirche errichtet.

## Belege
1. ↑  Untere Klause bei St. Leonhard. In: Helvetia Sacra. Abteilung IX, Band 2. 1995. S. 612.
2. 1 2 3  Regula Schmid Keeling: Wiborata Mörli. In: Historisches Lexikon der Schweiz.  5. Januar 2009.
3. ↑  Untere Klause bei St. Leonhard. In: Helvetia Sacra. Abteilung IX, Band 2. 1995. S. 612–614.

| Personendaten    | Personendaten                                   |
| ---------------- | ----------------------------------------------- |
| NAME             | Mörli, Wiborata                                 |
| ALTERNATIVNAMEN  | Mörli, Wibrat; Fluri, Wiborata; Mörli, Wiborada |
| KURZBESCHREIBUNG | St. Galler Oberin und Chronistin                |
| GEBURTSDATUM     | um 1490                                         |
| STERBEDATUM      | 1550                                            |